# ماول
ماول (به آلمانی: Mauel) یک شهر در آلمان است که در بیتبورگ-پروم واقع شده‌است.